# Soltam M-71
Die Soltam M-71 ist eine Feldhaubitze im Kaliber 155 mm aus Israel.

## Entwicklungsgeschichte
Bis 1970 entwickelten der israelische Rüstungskonzern Soltam (heute Elbit Systems) zusammen mit Tampella aus Finnland das Artilleriegeschütz M-68. Basierend auf diesem Entwurf entwickelte man bei Soltam die M-71. Dabei wurde vom Vorgängermodell M-68 die Lafette übernommen und ein Geschützrohr mit 39 Kaliberlängen (L/39) aufgesetzt. Der erste Prototyp entstand 1974 und im Jahr 1975 lief die Serienfertigung in Israel für die Israelischen Verteidigungsstreitkräfte an. Später wurde die M-71 auch in der M72-Selbstfahrlafette auf einem Centurion-Fahrgestell verbaut. Diese Ausführung kam nicht über das Prototypenstadium hinaus. Die M-71 wurde in den 1980er-Jahren zur M839 weiterentwickelt. Die älteren M-68-Geschütze können von Elbit Systems auch zur M-71 nachgerüstet werden.

## Technik
Die M-71 ist eine konventionelle Kanonenhaubitze mit Kraftzugsystem und einer vierrädrigen Spreizlafette. Die M-71 wiegt fahrbereit 9.200 kg. Die Länge der M-71 beträgt 7,50 m in fahrbereitem Zustand. Die Höhe (durch das Geschützrohr bedingt) beträgt 2,12 m in der gezogenen Stellung. Die Bodenfreiheit beträgt 380 mm und die Breite auf der Fahrbahn beträgt 2,11 m.

### Geschütz
Das Geschützrohr mit 39 Kaliberlängen (L/39) besteht aus hochfestem Stahl. Etwa auf halber Länge des Geschützrohres ist ein Rauchabsauger angebracht. Das Geschützrohr ist auf einer zweiachsigen Lafette mit zwei Spreizholmen untergebracht. Die Lafette ist aus Stahl hergestellt. Bei der Rohrwiege sind am Geschützrohr zwei Rohrbremsen und Rohrvorholer montiert. Daneben befindet sich die Visiereinrichtung. Am Rohrende sind der horizontale Keilverschluss sowie die Ladungskammer angebracht. Beim Transport sind die Holme nach hinten geklappt und ruhen zum Transport auf der Anhängerkupplung vom Zugfahrzeug. In Fahrstellung ist das Geschützrohr um 180° über die Holme in Fahrtrichtung geschwenkt. Zum Transport kommen mittelschwere Lastkraftwagen zur Anwendung. Die maximal zulässige Zuggeschwindigkeit beträgt 100 km/h auf der Straße.
Neben der fest installierten Visiereinrichtung können mit dem Geschütz verschiedene Feuerleitanlagen aus Israel oder anderen Staaten verwendet werden. Weiter stehen als Option eine Messanlage zur Messung der Mündungsgeschwindigkeit sowie einer Wetterstation zur Verfügung. Ebenso können die Geschütze mit einer halbautomatischen Ladehilfe sowie einem Ladekran nachgerüstet werden.
Um das Geschütz feuer- oder fahrbereit zu machen, benötigt die sechs- bis achtköpfige Bedienmannschaft wenige Minuten. Beim Schießen sind die Haupträder angehoben und die M-71 stützt sich vorn auf eine von der Unterlafette abgesenkte Schießplattform. Am Ende der Holme sind zwei Erdsporne angebracht, welche die Rückstoßkraft in das Erdreich ableiten. Zusätzlich wird der Rückstoß durch eine Einkammer-Mündungsbremse gemindert. Der Seitenrichtbereich beträgt je Seite 37,5°. Der Höhenrichtbereich liegt zwischen −3 und +52°.
Das Geschütz wird von den Kanonieren manuell geladen. Kurzzeitig ist eine Schussfolge von fünf Schuss pro Minute möglich. Danach muss die Schussfolge, infolge der thermischen Beanspruchung des Geschützrohres, auf zwei Schuss pro Minute reduziert werden.

### Munition
Für die M-71 wird getrennt geladene Munition mit variablen Treibladungsbeuteln verwendet. Das heißt, das Geschoss und die Treibladung werden nacheinander geladen. Neben den NATO-Standard-Treibladungen kann auch ein von Elbit Systems entwickeltes modulares Treibladungssystem verwendet werden. Dieses besteht aus sechs kombinierbaren Treibladungsbeuteln (Zonenladungen).
Die M-71 kann die gesamte 155-mm-NATO-Munition verschießen. Mit der M-71 werden die folgenden Geschosse von IMI Systems (heute Elbit Systems) angeboten:
| Name      | Geschosstyp                      | Füllung              | Schussdistanz |
| --------- | -------------------------------- | -------------------- | ------------- |
| M107      | Sprenggranate                    | 6,6 kg TNT           | 18,4 km       |
| M483      | Sprenggranate (Vorfragmentiert)  | TNT                  | 21,5 km       |
| M395      | Cargogeschoss                    | 63 M85-Bomblets      | 23 km         |
| M396      | Cargogeschoss mit Base Bleed     | 49 M85-Bomblets      | 28,5 km       |
| M549 HERA | Sprenggranate mit Raketenantrieb | 7,3 kg Composition B | 30 km         |

Weiter stehen für die M-71 Nebelgeschosse, Leuchtgeschosse sowie Exerzier- und Übungsgeschosse zur Verfügung.

## Nutzerstaaten
- Botswana – 12
- Chile – 43
- El Salvador – 2 (aus israelischen Beständen)
- Israel – 100
- Kamerun – 8 (aus israelischen Beständen)
- Myanmar – 16 (von Singapur erhalten)
- Philippinen – 50
- Singapur – 83
- Südafrika – 24 (nachgerüstete M-68, lokale Bezeichnung G4)
- Thailand – 32

Daten aus